# ReMastered: La masacre de la Miami Showband
ReMastered: La masacre de la Miami Showband es un documental de 2019 sobre los asesinatos de la Miami Showband en un ataque el 31 de julio de 1975.

## Sinopsis
El documental explora los asesinatos de la Miami Showband en donde sufrieron un ataque el 31 de julio de 1975 por parte del grupo paramilitar leal Ulster Volunteer Force (UVF). La Miami Showband era en ese momento una de las bandas de cabaret más populares de Irlanda, y en el ataque murieron cinco personas, incluidos tres miembros de la banda..

## Reparto
- Stephen Travers
- Bertie Ahern
- Alan Brecknell
- Anne Cadwallader
- Fred Holroyd
- Chris Hudson
- Winston Irvine
- Des Lee
- Ken Livingstone
- Michael Compañeros
- Ray Millar
- Raymond White
- Los Beatles
- Tony Blair
- Tony Geraghty